# Chelsea Football Club 2008-2009
Questa pagina contiene rosa e risultati del Chelsea Football Club nelle competizioni ufficiali della stagione 2008-2009.

## Stagione
Dopo aver chiuso la precedente stagione avendo perso contro il Manchester United sia Premier che Champions League, la panchina del Chelsea viene affidata al brasiliano Luiz Felipe Scolari, reduce dall'esperienza come CT del Portogallo. La formazione prediletta dal neoallenatore fu un 4-1-4-1, e per tredici giornate la squadra comandò la classifica assieme al Liverpool.
A novembre, però, il team ebbe parecchi risultati negativi, come l'umiliante sconfitta per 3-1 contro la Roma in Champions League, l'eliminazione dalla Carling Cup al quarto turno in casa contro il Burnley, l'interruzione della striscia di imbattibilità casalinga in campionato contro il Liverpool e la sconfitta nel derby londinese con Arsenal.
In maniera alquanto sofferta, il Chelsea si qualificò nel proprio girone di Champions League contro il Cluj dopo una partita terminata 2-1, e durante l'inverno non riuscì ad andare oltre il pareggio con squadre come West Ham, Fulham, Hull City e, in FA Cup, il Southend United. A causa di questi delundenti risultati, la formazione londinese cedette due posizioni in classifica a Manchester United e Liverpool.
Temendo il peggio, la società esonerò Scolari, rimpiazzandolo col CT della nazionale russa, l'olandese Guus Hiddink. Questo intervento fu provvidenziale: la squadra, ripreso morale, consolidò il terzo posto con la vittoria sull'Aston Villa.
Inoltre, dopo aver eliminato Juventus e Liverpool dalla Champions League, il Chelsea raggiunse le semifinali del massimo torneo europeo, dove venne eliminata dal Barcellona in una partita che si trascinò dietro molte polemiche sull'arbitraggio. Ad ogni modo, il Chelsea poté consolarsi con la quinta FA Cup grazie alla vittoria contro l'Everton per 2-1.

## Maglie e sponsor
Lo sponsor tecnico per la stagione 2008-2009 è stato Adidas, mentre lo sponsor ufficiale è stato Samsung. La prima maglia è blu con il colletto bianco e con una sottile striscia di colore giallo, sulle maniche sono presenti le consuete strisce bianche dell'Adidas.
La seconda è tutta nera tranne che sulle maniche dove vi sono tre strisce bianche. La terza è gialla con tre strisce blu.
Le maglie da portiere sono due: una di colore arancione e una di colore blu scuro.
| Casa | Trasferta | Terza Divisa | Portiere |  |

## Organigramma societario
Area direttiva
- Presidente: Bruce Buck
- Presidente onorario: Lord Richard Attenborough
- Amministratore delegato e Direttore Generale: Peter Kenyon
- Amministratore: Eugene Tenenbaum

Area organizzativa
- Segretario generale: David Barnard

Area comunicazione
- Responsabile area comunicazione: Ron Gourlay

Area marketing
- Ufficio marketing: Ron Gourlay

Area tecnica
- Allenatore: Luiz Felipe Scolari, dal 9 febbraio Ray Wilkins (temporaneo), dall'11 febbraio Guus Hiddink
- Allenatore in seconda: Steve Clarke, dal 15 settembre Flavio Teixeira, dall'11 febbraio Ray Wilkins
- Preparatore atletico: Darlan Schneider, dall'11 febbraio Glen Driscoll
- Preparatore dei portieri: Carlos Pracidelli, dall'11 febbraio Christophe Lollichon

Area sanitaria
- Responsabile sanitario: dr. Bryan English

## Rosa
Aggiornata al 30 maggio 2009.
| N. |                           | Ruolo | Calciatore                    |
| -- | ------------------------- | ----- | ----------------------------- |
| 1  | Rep. Ceca (bandiera)      | P     | Petr Čech                     |
| 2  | Serbia (bandiera)         | D     | Branislav Ivanović            |
| 3  | Inghilterra (bandiera)    | D     | Ashley Cole                   |
| 5  | Ghana (bandiera)          | C     | Michael Essien                |
| 6  | Portogallo (bandiera)     | D     | Ricardo Carvalho              |
| 8  | Inghilterra (bandiera)    | C     | Frank Lampard (vice capitano) |
| 9  | Argentina (bandiera)      | A     | Franco Di Santo               |
| 10 | Inghilterra (bandiera)    | C     | Joe Cole                      |
| 11 | Costa d'Avorio (bandiera) | A     | Didier Drogba                 |
| 12 | Nigeria (bandiera)        | C     | Mikel John Obi                |
| 13 | Germania (bandiera)       | C     | Michael Ballack               |
| 15 | Francia (bandiera)        | C     | Florent Malouda               |
| 17 | Portogallo (bandiera)     | D     | José Bosingwa                 |
| 18 | Portogallo (bandiera)     | C     | Ricardo Quaresma              |
| 19 | Portogallo (bandiera)     | D     | Paulo Ferreira                |
| 20 | Portogallo (bandiera)     | C     | Deco                          |

| N. |                           | Ruolo | Calciatore            |
| -- | ------------------------- | ----- | --------------------- |
| 21 | Costa d'Avorio (bandiera) | A     | Salomon Kalou         |
| 23 | Italia (bandiera)         | P     | Carlo Cudicini        |
| 26 | Inghilterra (bandiera)    | D     | John Terry (capitano) |
| 27 | Brasile (bandiera)        | C     | Mineiro               |
| 30 | Galles (bandiera)         | P     | Rhys Taylor           |
| 33 | Brasile (bandiera)        | D     | Alex                  |
| 35 | Brasile (bandiera)        | D     | Juliano Belletti      |
| 39 | Francia (bandiera)        | A     | Nicolas Anelka        |
| 40 | Portogallo (bandiera)     | P     | Henrique Hilário      |
| 42 | Inghilterra (bandiera)    | D     | Michael Mancienne     |
| 43 | Slovacchia (bandiera)     | A     | Miroslav Stoch        |
| 50 | Inghilterra (bandiera)    | C     | Jacob Mellis          |
| 18 | Inghilterra (bandiera)    | D     | Wayne Bridge          |
| 29 | Portogallo (bandiera)     | A     | Fábio Paím            |
| 16 | Inghilterra (bandiera)    | A     | Scott Sinclair        |
| 24 | Inghilterra (bandiera)    | C     | Shaun Wright-Phillips |

## Statistiche

### Andamento in campionato
| Giornata  | 1 | 2 | 3 | 4 | 5 | 6 | 7 | 8 | 9 | 10 | 11 | 12 | 13 | 14 | 15 | 16 | 17 | 18 | 19 | 20 | 21 | 22 | 23 | 24 | 25 | 26 | 27 | 28 | 29 | 30 | 31 | 32 | 33 | 34 | 35 | 36 | 37 | 38 |
| --------- | - | - | - | - | - | - | - | - | - | -- | -- | -- | -- | -- | -- | -- | -- | -- | -- | -- | -- | -- | -- | -- | -- | -- | -- | -- | -- | -- | -- | -- | -- | -- | -- | -- | -- | -- |
| Luogo     | C | T | C | T | C | T | C | T | C | T  | C  | T  | T  | C  | C  | T  | C  | T  | C  | T  | T  | C  | C  | T  | C  | T  | C  | T  | C  | T  | T  | C  | C  | T  | C  | T  | C  | T  |
| Risultato | V | V | N | V | N | V | V | V | P | V  | V  | V  | V  | N  | P  | V  | N  | N  | V  | N  | P  | V  | V  | P  | N  | V  | V  | V  | V  | P  | V  | V  | N  | V  | V  | V  | V  | V  |
| Posizione | 1 | 1 | 1 | 1 | 2 | 1 | 1 | 1 | 2 | 2  | 1  | 1  | 1  | 1  | 2  | 2  | 2  | 2  | 2  | 2  | 3  | 3  | 2  | 3  | 4  | 3  | 2  | 2  | 2  | 3  | 3  | 3  | 3  | 3  | 3  | 3  | 3  | 3  |

Fonte: (EN) Chelsea 2008-2009, su statto.com. URL consultato il 3 novembre 2015 (archiviato dall'url originale il 16 settembre 2015).
Legenda:

Luogo: C = Casa; T = Trasferta. Risultato: V = Vittoria; N = Pareggio; P = Sconfitta.